# Donald Buddo
Donald Smith „Don“ Buddo (* 6. November 1886 in Montreal, Québec; † 27. Juli 1965 in London, Ontario) war ein kanadischer Leichtathlet.

## Karriere
Buddo startete für Kanada bei den Olympischen Spielen 1908 in London. Im 400-Meter-Lauf belegte er in seinem Vorlauf in einer geschätzten Zeit von 51,2 Sekunden den zweiten Platz hinter dem Franzosen Géo Malfait. Diese Leistung reichte nicht aus, um sich für das Halbfinale zu qualifizieren. Auch über 800 Meter verpasste Buddo als Vorlaufsdritter das Weiterkommen.
Des Weiteren war Buddo Teil der kanadischen olympischen Staffel (zusammen mit Frank Lukemann, Lou Sebert und Irving Parkes), die ebenfalls nicht über die Vorrunde hinauskam.
Seine persönliche Bestleistung über 400 Meter lag bei 51,9 Sekunden und stammt aus dem Jahr 1909. Über die doppelte Distanz erreichte er seine schnellste Zeit 1908 mit 1:57,9 Minuten.
1965 wurde er in die Canadian Olympic Hall of Fame aufgenommen.